# Nemorilla angustipennis
Nemorilla angustipennis är en tvåvingeart som först beskrevs av Townsend 1927.  Nemorilla angustipennis ingår i släktet Nemorilla och familjen parasitflugor.
Artens utbredningsområde är Peru. Inga underarter finns listade i Catalogue of Life.